# Liliana Segre
Liliana Segre (sinh ngày 10 tháng 9 năm 1930, Milano) là một thượng nghị sĩ trọn đời của Ý do tổng thống Sergio Mattarella trao tặng ngày 19 tháng 1 năm 2018.
Sinh ra trong một gia đình người Do Thái vào năm 1930, Segre đã bị trục xuất khỏi trường học khi còn trẻ sau khi Luật chủng tộc của Ý được ban hành năm 1938. Năm 1943, bà bị bắt cùng với nhiều người trong gia đình và bị trục xuất tới trại hành quyết Auschwitz-Birkenau. Sau năm 1990, bà bắt đầu nói chuyện với công chúng, đặc biệt là giới trẻ về kinh nghiệm của bà.

## Tiểu sử

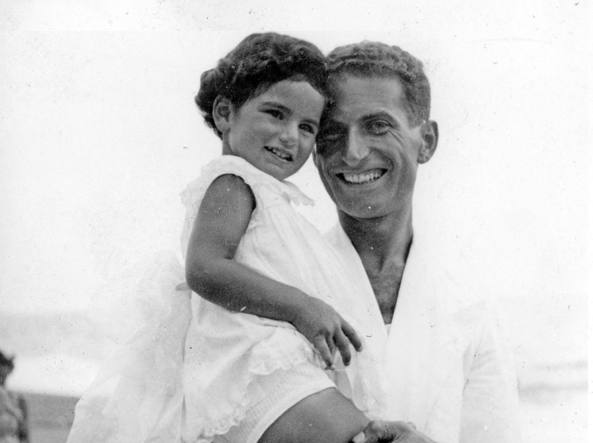
Liliana Segre và bố Alberto

Sinh ra tại Milan trong một gia đình người Do Thái, Liliana Segre sống với cha Alberto và bà nội Giuseppe Segre và Olga Loevvy. Người mẹ, Lucia Foligno, qua đời khi Liliana chưa đầy một năm. Gia đình cô là thế tục, và sự nhận thức về việc là người Do Thái đã đến Liliana chỉ sau khi Luật về chủng tộc Ý được ban hành năm 1938, sau đó bà bị đuổi học.
Sau khi nhà nước tăng cường cuộc bức hại người Do Thái người Ý, cha ông giấu bà ở các nhà người bạn, sử dụng tài liệu giả mạo. Vào ngày 10 tháng 12 năm 1943, ở tuổi mười ba, cùng với cha và hai người họ hàng, Liliana Segre cố gắng chạy trốn đếnThụy Sĩ, nhưng cả bốn người đều bị chính quyền Thụy Sĩ từ chối. Ngày hôm sau, bà bị người theo phát xít bắt tại Selvetta di Viggiù, Varese. Sau sáu ngày bị giam ở Varese, bà bị chuyển đến Como và cuối cùng đến Milan và bị giam tại đó trong 40 ngày.
Vào ngày 30 tháng 1 năm 1944, Liliana Segre đã bị trục xuất từ sân ga 21 của Nhà ga trung tâm Milano tới Trại tập trung Auschwitz 7 ngày sau đó. Liliana ngay lập tức bị tách khỏi cha Alberto, người sẽ bị giết chết ngay ngày hôm sau (27 tháng 4) và cô không bao giờ gặp lại ông nữa. Ngày 18 tháng 5 năm 1944, ông bà nội của cô bị bắt tại Inverigo, tỉnh Como, và bị trục xuất sau vài tuần tới Auschwitz, nơi họ cũng bị giết ngay khi đến nơi, vào ngày 30 tháng 6.
Thời điểm được lựa chọn, Liliana Segre bị xăm lên người số hiệu 75190. Bà đã bị ép làm việc cưỡng bức trong nhà máy đạn dược Union, thuộc về Siemens trong khoảng 1 năm. Trong thời gian bị giam cầm, bà đã trải qua ba lựa chọn khác. Vào cuối tháng 1 năm 1945, sau khi trại bị di tản, bà phải đối mặt với cuộc tuần hành đến chết tới nước Đức.
Liliana Segre được Hồng Quân cứu vào ngày 1 tháng 5 năm 1945 từ trại tập trung Malchow, một trại con của trại tập trung ở Ravensbrück, Đức. Trong số 776 trẻ em Ý từ 14 tuổi trở xuống đã bị trục xuất đến trại tập trung Auschwitz, chỉ có 35 người còn sống, trong đó có Liliana.
Sau cuộc tàn sát của Đức quốc xã, Liliana Segre di chuyển đến vùng Marche, nơi bà sống với ông bà ngoại của bà, những thành viên duy nhất trong gia đình bà còn sống sót. Năm 1948, Liliana gặp Alfredo Belli Paci, một người công giáo cũng trở về từ các trại tập trung của Đức quốc xã vì đã từ chối tham gia Cộng hòa Xã hội Ý: hai người kết hôn năm 1951 và có ba đứa con.

## Sách tham khảo
- Liliana Picciotto (2001). Il libro della memoria (bằng tiếng Ý). Milano: Mursia.
- Daniela Padoan (2004). Come una rana d'inverno (bằng tiếng Ý). Milano: Bompiani. ISBN 88-452-0117-1.{{Chú thích sách}}:  Quản lý CS1: ngày tháng và năm (liên kết)
- Sara Fantini (2005). Notizie dalla Shoah. La stampa italiana nel 1945 (bằng tiếng Ý). prefazione di Liliana Segre. Bologna: Edizioni Pendragon. ISBN 88-8342-403-4.{{Chú thích sách}}:  Quản lý CS1: ngày tháng và năm (liên kết)
- Emanuela Zuccalà (2005). Sopravvissuta ad Auschwitz. Liliana Segre fra le ultime testimoni della Shoah (bằng tiếng Ý). Milan: Paoline Editoriale Libri. ISBN 978-88-315-2769-9.
- Marcello Pezzetti (2009). Il libro della Shoah italiana (bằng tiếng Ý). Torino: Einaudi.
- Stefania Consenti (2011). Il futuro della memoria. Conversazioni con Nedo Fiano, Liliana Segre e Piero Terracina, testimoni della Shoah (bằng tiếng Ý). Edizioni Paoline.
- Bruno Maida (2013). La Shoah dei bambini (bằng tiếng Ý). Torino: Einaudi.